# Mesophyllum printzianum
Mesophyllum printzianum Woelkerling & A.S.Harvey, 1993  é o nome botânico  de uma espécie de algas vermelhas  pluricelulares do gênero Mesophyllum, subfamília Melobesioideae.
- São algas marinhas encontradas na Austrália.